# Transactínid

Diagrama representant les capes d'electrons del rutherfordi, el primer dels transactínids.

Els transactínids són els elements químics de nombre atòmic superior a 103. El nom «transactínid» significa literalment 'més enllà dels actínids'. Els actínids són els elements que van des de l'actini (nombre atòmic 89) fins al lawrenci (nombre atòmic 103).
Per definició, tots els transactínids són també elements transurànics, car tenen un nombre superior al de l'urani (92). Tots tret del dubni són molt inestables. El seu període de semidesintegració es mesura en segons o en unitats encara més petites. A l'estat estacionari, tots els transactínids tenen electrons a la subcapa 6d; per tant, aquests elements pertanyen al bloc d. L'últim dels actínids, el lawrenci, també té un electró a la subcapa 6d.
La nomenclatura dels cinc o sis primers transactínids provocà una polèmica. Habitualment, els elements hipotètics reben un nom amb un símbol de tres lletres. Després que es confirmi el descobriment d'un element, rep un nou nom amb un símbol de dues lletres. En realitat, els transactínids mencionats conservaren el seu símbol de tres lletres durant molts anys.
Tots els transactínids són radioactius i no existeixen a la natura, sinó que se sintetitzen al laboratori, on es desintegren ràpidament a causa de la seva inestabilitat. Els transctínids estan anomenats en honor de físics nuclears o els llocs que tingueren un paper important en la síntesi d'aquests elements.
El guanyador del Premi Nobel Glenn Seaborg, que fou el primer a introduir el terme «actínid», cosa que dugué a l'acceptació d'aquest grup d'elements, també fou el que suggerí l'existència d'un grup de transactínids, compost pels elements de nombre atòmic 104-121, i un grup de superactínids que més o menys inclouria els elements de nombre atòmic 122-153. Un dels transactínids, el seaborgi, fou anomenat en honor seu.

## Llista de transactínids
- 104 Rutherfordi, Rf
- 105 Dubni, Db
- 106 Seaborgi, Sg
- 107 Bohri, Bh
- 108 Hassi, Hs
- 109 Meitneri, Mt
- 110 Darmstadti, Ds
- 111 Roentgeni, Rg
- 112 Copernici, Cn
- 113 Nihoni, Nh
- 114 Flerovi, Fl
- 115 Moscovi, Mc
- 116 Livermori, Lv
- 117 Tennes, Ts
- 118 Oganessó, Og

*L'existència d'aquests elements es confirmà de manera experimental. Els noms i símbols són provisionals, car fins ara no s'ha arribat a cap acord sobre el seu nom i símbol definitius.